# Hospital dos Fornecedores de Cana de Piracicaba
O Hospital dos Fornecedores de Cana de Piracicaba (HFC) está localizado no município de Piracicaba, interior de São Paulo.
É mantido pela Associação dos Fornecedores de Cana de Piracicaba, o Hospital dos Fornecedores de Cana (HFC) foi fundado em 1967. Projetado inicialmente para atender o plantador rural, o hospital expandiu e ampliou o atendimento a outras classes conveniadas e também para Sistema Único de Saúde (SUS).

## Números
O Hospital dos Fornecedores de Cana de Piracicaba realiza anualmente: 17.210 internações; 47.766 atendimentos no Pronto Socorro; 12.809 cirurgias e partos; 25.967 sessões de Hemodiálise; 25.944 Sessões de Oncologia; 101.708 Exames de Imagem; 9.000 Consultas no Centro Médico e 547.559 Exames Laboratoriais. 